# Серрюрье-Бови, Гюстав
Гюстав Серрюрье-Бови (фр. Gustave Serrurier-Bovy; 27 июля 1858[…], Льеж, Валлония — 19 ноября 1910, Льеж, Валлония)  - бельгийский архитектор и дизайнер мебели. Ему приписывают (наряду с Полем Ханкаром, Виктором Ортой и Генри ван де Вельде ) создание стиля ар-нуво, придуманного как стиль в Париже арт-дилером Зигфридом Бингом. 

## Биография
Серрюрье-Бови родился в Льеже. В 1884 году он посетил Лондон, где заинтересовался движением искусств и ремесел. Он вернулся в Бельгию и воплотил в жизнь несколько концепций нового движения в своих творениях, которые продавал в своем магазине в Льеже.
Он также спроектировал свою собственную виллу «L'Aube», расположенную в Льеже, и написал работы для Брюссельского Интернационала (1897). Он стал известен благодаря изготовлению простой и изысканной мебели. Некоторые предметы его мебели выставлены в секции ар-нуво в Музее д'Орсе в Париже вместе с мебелью его коллег-бельгийских архитекторов в стиле ар-нуво. Он умер в Льеже в 1910 году.

## Анализ его работы
Работы Гюстава Серрюрье-Бови демонстрируют сильное влияние стиля английского движения искусств и ремесел. Во время своего пребывания в Англии Серрюрье-Бови увлекся творчеством Уильяма Морриса. Он часто использовал асимметрию в своих работах, объединяя несколько предметов мебели в одно целое, например, открытый книжный шкаф над наклонной стойкой регистрации, установленный на комоде, с одной стороны которого находился низкий шкаф.